# Pinta (1492)
Pour les articles homonymes, voir Pinta.

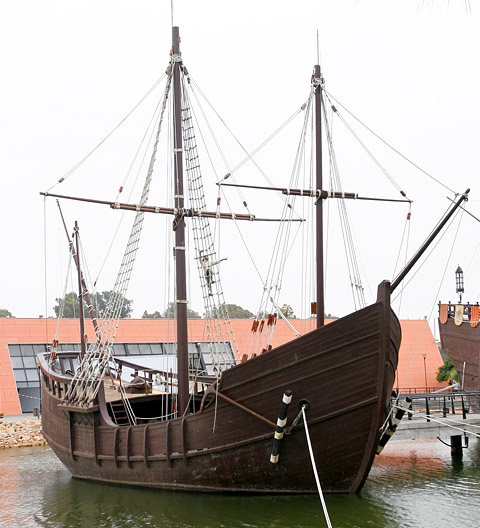
Reproduction de la Pinta, au quai de la Découverte à Palos de la Frontera.

La Pinta, c’est-à-dire la « Maquillée » (celle qui est maquillée), de son vrai nom la Santa Anna, est l'une des deux caravelles de la première expédition de Christophe Colomb en Amérique, avec la Niña, accompagnant la caraque Santa Maria sur laquelle est monté Christophe Colomb. Ensemble, elles découvrent la première route aller-retour entre le Nouveau Monde et l'Europe.

## Présentation
La Santa Anna, surnommée La Pinta à cause des couleurs vives de sa coque, fait environ 30 m de long sur 8 m de large. Elle nécessite 30 hommes d'équipage. Mue par deux voiles carrées et une latine (186 m2 au total), elle déplace 75 tonneaux.
Elle est construite dans le chantier naval de Palos de la Frontera et choisie par le capitaine Martín Alonso Pinzón, qui l'a louée précédemment, pour ses qualités nautiques. La location pour l'expédition de Colomb est payée par le conseil de Palos.

## Première traversée transatlantique
Sous le commandement de Martín Alonso Pinzón, elle quitte le port de Palos de la Frontera dans la nuit du 3 août 1492 avec la Niña et la Santa Maria. Peu après, à son arrivée aux îles Canaries, on doit réparer le timon qui s'est déboîté. Christophe Colomb soupçonne les propriétaires Gomez Rascon et Cristóbal Quintero, à qui elle a été louée et qui ont embarqué, de l'avoir sabotée pour stopper une expédition jugée trop risquée,.
À 2 heures le 12 octobre 1492, c'est depuis la Pinta qu'est crié : « ¡Tierra! » par un jeune marin nommé Rodrigo de Triana, à l'approche de l'île de Guanahani, probablement San Salvador aux Bahamas.
Pendant le périple, Pinzón désobéit à plusieurs reprises aux ordres de Colomb. Notamment le 21 novembre, quand la Pinta se sépare du reste de la flotte au large de Cuba , son capitaine voulant manifestement faire ses propres découvertes. Pinzón rejoint Colomb le 6 janvier 1493, alors que la Niña rentre en Espagne (la Santa Maria ayant été perdue). Au cours du voyage de retour, le 12 février, la Pinta se détache à nouveau (tempête ou désir de son capitaine d'arriver le premier en Espagne ?).  Pinzón touche l'Espagne au port de Baiona (en Galice) le 3 mars soit un jour avant Colomb qui a gagné Lisbonne. Les deux navigateurs se retrouvent le 15 mars à Palos. Pinzón  qui a contracté une maladie aux Antilles meurt un mois plus tard.

## Reproduction de la caravelle
Une reproduction à l'identique du navire a été réalisée dans la ville de Baiona, en Galice (Espagne), où elle est aujourd'hui amarrée et mise à disposition du public. Il est ainsi possible de la visiter, pour la somme de 2 €. Chaque année, et selon une tradition locale, durant le mois de mars, cette reproduction est emmenée en haute mer, puis dirigée vers le port de Baiona, accompagnée de centaines de barques, afin de commémorer le retour de la Pinta des Amériques, le 3 mars 1493 : on nomme cette coutume la Fiesta de la Arribada, la « fête de l'arrivée ».